# Eigil Nielsen
Eigil Nielsen (Esbjerg, 15 settembre 1918 – Frederiksberg, 7 settembre 2000) è stato un calciatore, pallamanista e imprenditore danese.

## Biografia
È morto all'età di quasi 82 anni.
Nel 1947 fondò la SELECT, azienda specializzata nell'abbigliamento sportivo. La compagnia è famosa nel mondo per aver creato i primi palloni da calcio moderni, composti da 32 pannelli (12 pentagoni e 20 esagoni), standard mantenuto per anni, e senza lacci esterni. L'esordio internazionale del pallone avvenne il 21 ottobre 1951 allo stadio Idrætspark di Copenaghen per il confronto tra Danimarca e Svezia. Il successo fu tale che Nielsen, appoggiato dal capitano danese Knud Lundberg, convinse la Federazione calcistica ad usare il SELECT negli anni successivi.

## Carriera
Iniziò la sua carriera calcistica nel Kjøbenhavns Boldklub, squadra di Copenaghen, dove debuttò in prima divisione nel 1938. Aiutò il KB a vincere cinque campionati nazionali.
Con la Nazionale danese vinse la medaglia di bronzo alle Olimpiadi di Londra del 1948 nel torneo che vide vincitrice la Svezia.
Giocò a livello Nazionale anche a pallamano, nell'H.G, e a cricket.

## Palmarès

### Club
- Campionato danese: 4

KB: 1939-1940, 1947-1948, 1948-1949, 1949-1950

### Nazionale
- Bronzo olimpico: 1

Londra 1948

### Individuale
- Calciatore straniero dell'anno del campionato svizzero: 1

1977